# Konstal 13Nmod

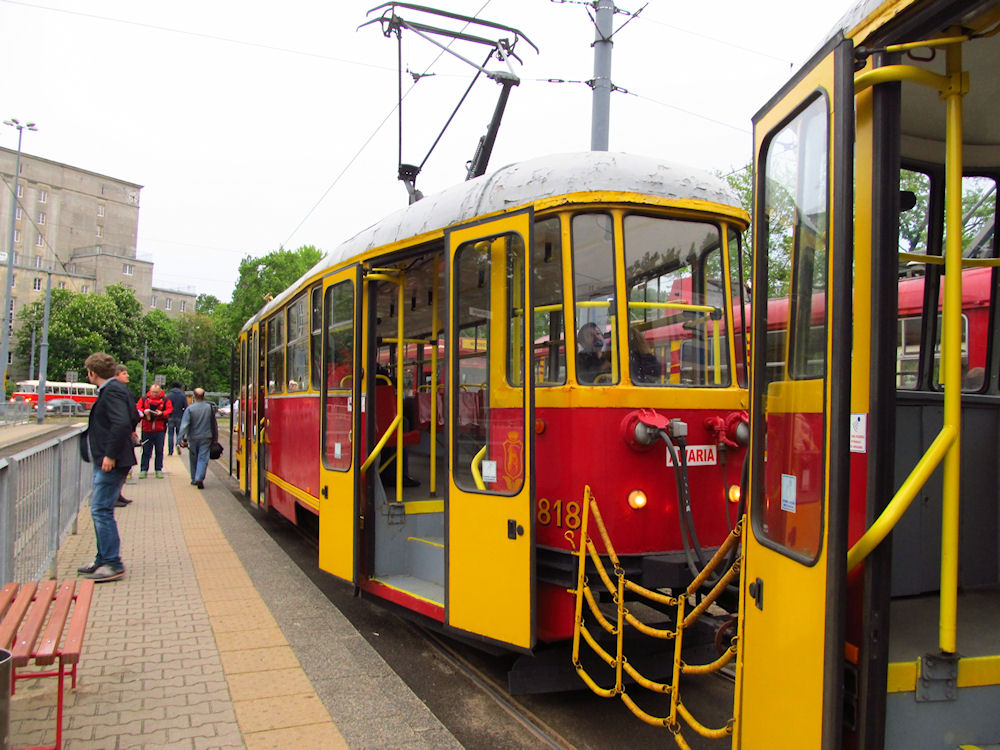
Drugi wagon składu przerobiony na doczepę czynną.

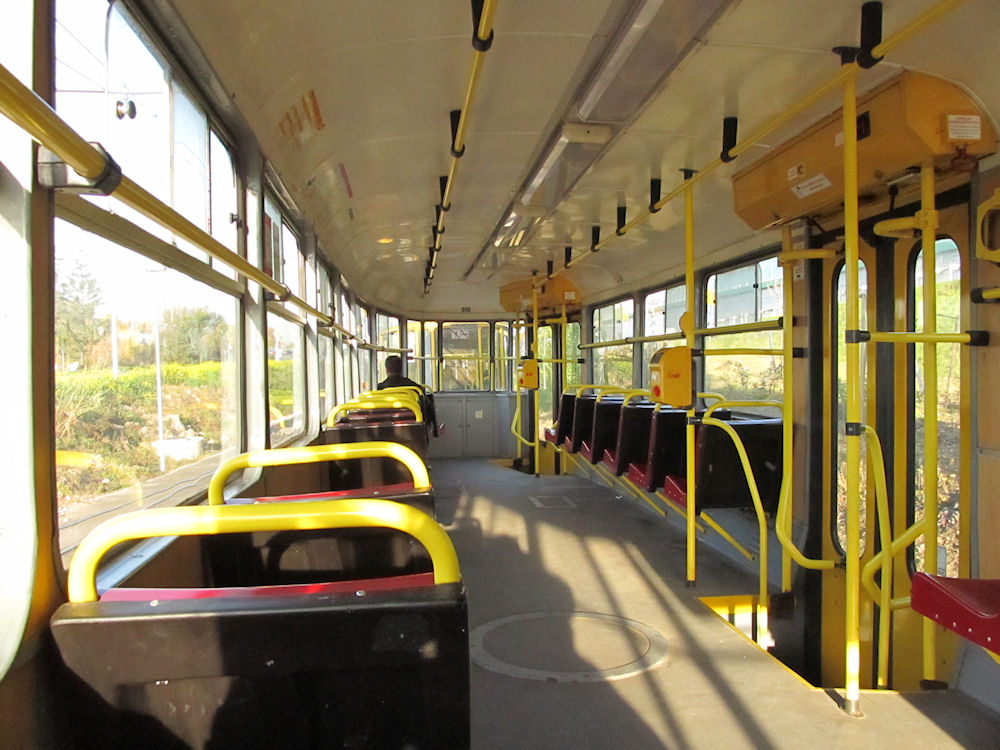
Wnętrze drugiego wagonu - widoczny brak kabiny motorniczego

Konstal 13Nmod – typ tramwaju, który powstał w 1994 roku w wyniku modernizacji tramwaju 13N w warsztatach przedsiębiorstwa Tramwaje Warszawskie. Tramwaje tego typu potocznie nazywane są „żabami” ze względu na kształt reflektorów. Jedyny skład tego typu wycofano z eksploatacji 5 stycznia 2013 r.

## Modernizacja
Do prototypowej modernizacji wybrano skład warszawskich tramwajów typu 13N o numerach 821+818. W wagonie nr 821 w miejscu pojedynczego reflektora zamontowano dwa nowe, wymieniono drzwi harmonijkowe na dwupłatowe odskokowe, założono przyciski indywidualnego otwierania drzwi przez pasażerów. Wewnątrz tramwaju zamontowano nowe siedzenia i wymieniono oprawy oświetleniowe. Drugi wagon ze składu miał podobny zakres modernizacji. Różnice polegały na odcięciu pierwotnej ściany czołowej i przyspawaniu w jej miejscy ściany tylnej pozyskanej z innego wagonu typu 13N oraz na pozostawieniu pierwotnego pantografu.

## Dostawy
W 1994 r. zmodernizowano 2 tramwaje na typ 13Nmod.
| Państwo        | Miasto         | Lata dostaw    | Liczba | Numery taborowe |       |
| -------------- | -------------- | -------------- | ------ | --------------- | ----- |
| Polska         | Warszawa       | 1994           | 2      | 818, 821        | [ 3 ] |
| Łączna liczba: | Łączna liczba: | Łączna liczba: | 2      |                 |       |

## Wagony historyczne
| Pochodzenie | Numer taborowy | Obecny właściciel    | Typ                | Rok produkcji | Historyczny od roku |  |
| ----------- | -------------- | -------------------- | ------------------ | ------------- | ------------------- |  |
| Warszawa    | 821            | Tramwaje Warszawskie | 13Nmod (silnikowy) | 1969          | 2013                |  |
| Warszawa    | 818            | Tramwaje Warszawskie | 13Nmod (doczepa)   | 1969          | 2013                |  |